# 海南华珊瑚蛇
海南华珊瑚蛇（学名：Sinomicrurus houi）一种分布于中华人民共和国海南岛地区的陆生毒蛇，隶属于眼镜蛇科华珊瑚蛇属（带纹赤蛇属）。种加词取自中国学者侯勉的姓氏，以表彰他在中国两栖爬行动物研究的贡献。2021年，有研究人员结合分子遗传变异、形态测量和比较解剖学资料进行分析，认为海南华珊瑚蛇是福建华珊瑚蛇（S.kelloggi）的次定同物异名。

## 形态特征
海南华珊瑚蛇身体细长，头部背面为黑色，前部具有一条白色窄带，两条对称的白色条纹从额侧延伸至颈侧，大体构成“八”字图案；头部腹面为乳黄色。身体背面呈红褐色，具有黑色条纹；腹部呈乳黄色，具有不规则的黑色斑块。